# Joachim Andreas Grunelius

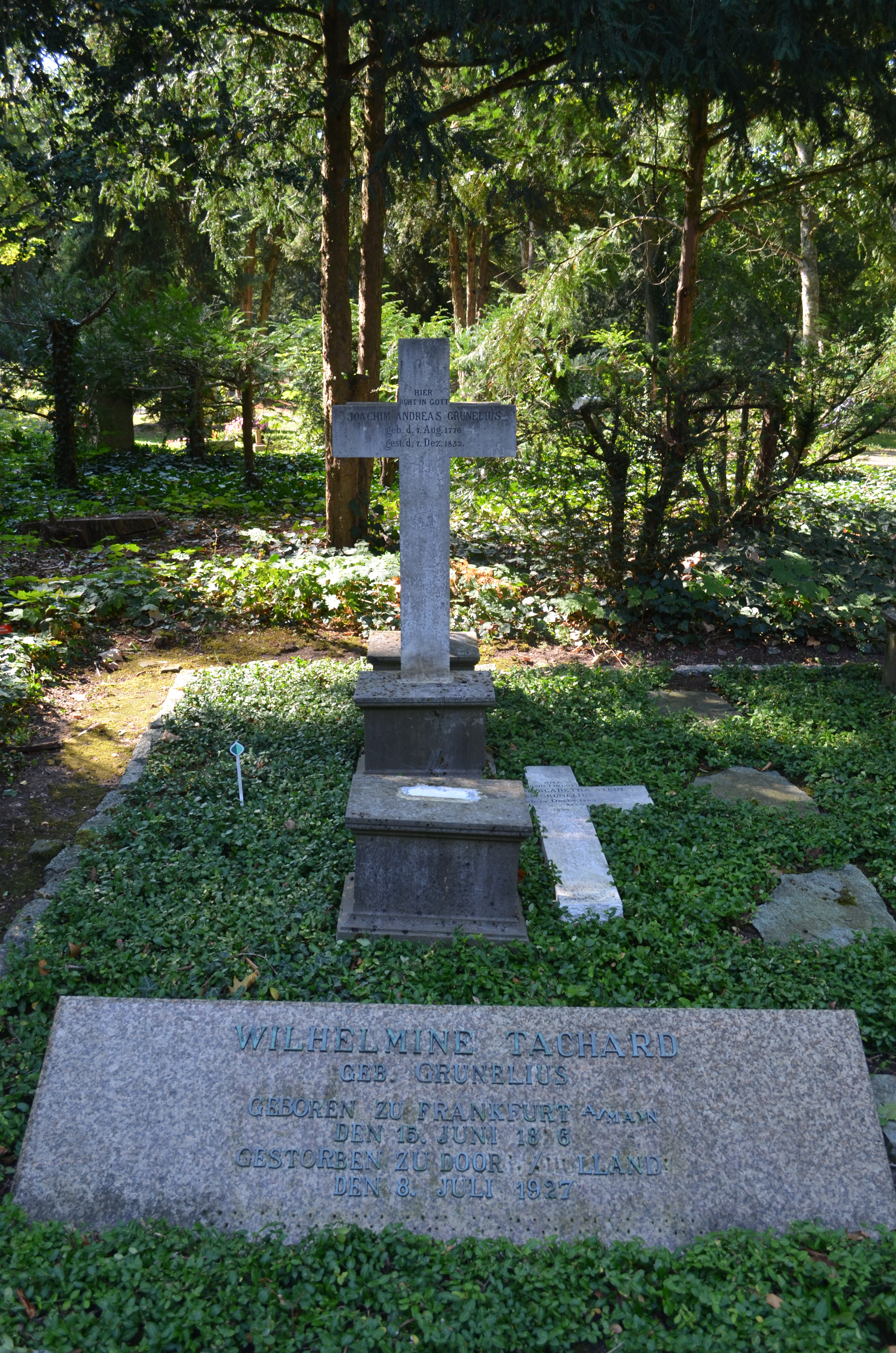
Grab von Joachim Andreas Grunelius auf dem Hauptfriedhof

Joachim Andreas Grunelius (* 7. August 1776 in Frankfurt am Main; † 7. Dezember 1852 ebenda) war ein deutscher Bankier und Abgeordneter.

## Leben
Andreas Grunelius war der Sohn des Bürgers und Handelsmannes in Frankfurt am Main, Peter Grunelius (1739–1810), dem Gründer und Inhaber der Firma „Peter u. Joh. Balthasar Grunelius Wollen und Leinen en gros“ und dessen Ehefrau Anna Catharina geborene Sauer (1748–1806). Die väterliche Firma wurde mit dessen Tod 1810 liquidiert. Gegenstand der Firma war der Handel mit Tuchen, Seifen, Wachstüchern, Teppichen, Pferdedecken und Leinen- und Wollwaren en gros.
Andreas Grunelius heiratete am 14. Oktober 1800 Anna Elisabeth Bethmann gen. Hollweg (1781–1850), die Tochter des Bankiers Johann Jakob Bethmann-Hollweg, der seit 1781 Teilhaber des Bankhaus Bethmann war und als Teilhaber firmierte. Mit Gesellschaftsvertrag vom 1. Juli 1801 trat auch Grunelius in das renommierte Bankhaus ein. Seine Tätigkeit als Associé des Bankhauses Bethmann unter dem Geschäftsführer Simon Moritz von Bethmann beendete er zum 31. Dezember 1823. Mit Beginn des Folgejahres nahm sein eigenes Bankhaus Grunelius & Co. die Geschäfte in der Großen Gallusgasse 16 auf.
Als Bankier war er außerordentlich erfolgreich. So brachte seine Bank 1826 in Gemeinschaft mit Hope & Co., Amsterdam, eine erste sechsprozentige russische Staatsanleihe auf den Frankfurter Markt. Zuletzt starb er als Guldenmillionär. Joachim Andreas Grunelius ist auf dem Frankfurter Hauptfriedhof (Gewann B, Grabstelle 49–50) begraben. Das Grab steht unter Denkmalschutz. 

## Familie
Andreas Grunelius ältester Sohn starb als Student. Der zweite Sohn Moritz Eduard Grunelius (1803–1846) wurde ebenfalls Mitglied des Gesetzgebenden Körpers (1835–1846) und war 1834 bis 1841 Mitglied der Handelskammer. Dann verließ er Frankfurt und wurde Begründer der Elsässischen Linie der Grunelius in Kolbsheim und Betreiber einer Eisenhütte in Niederbronn-les-Bains (Unterelsass). Der dritte Sohn, Peter Karl Grunelius (1807–1867) blieb Bankier in Frankfurt am Main und wurde 1854 einer der Gründer der Frankfurter Bank. Die Tochter Margarethe Emilie (1804–1870) heiratete 1824 den Frankfurter Stadtpfarrer Alexander Stein und die zweite Tochter Susanne Bertha (1808–1877) 1830 den Frankfurter Kaufmann Jakob Emil Bernus.

## Politik
1808 bis 1826 war er Mitglied der Ständigen Bürgerrepräsentation und 1817 bis 1829 des Gesetzgebenden Körpers.

## Mäzenatentum
Grunelius und seine Frau nutzen einen nicht unwesentlichen Teil ihres Vermögens für gemeinnützige Stiftungen und Mäzenatentum. So errichtete Anna Elisabeth 1845 eine Stiftung für Waisenkinder der Frankfurter Dörfer und ergänzte die Stiftung ihrer Mutter, der Oberräder Kinderschule von 1830 durch ein Legat von 100.000 Gulden. Joachim Andreas Grunelius gehörte zu der 1832 von Frankfurter Bürgern gegründeten Verwaltungskommission, die mit Stiftungsmitteln mehrere Häuser für Kinderschulen (wie die Wegscheide) kaufte und einrichtete. Die Senckenbergische Naturforschende Gesellschaft erhielt mehrere Stiftungen.